# Järn och människor
Järn och människor är en novellsamling av Pär Lagerkvist från 1915.
Här tar den unge författaren ett steg bort från den stil han åberopade i Ordkonst och bildkonst och som han genomförde i Motiv. Novellsamlingen Järn och människor ger utlopp för de känslor som präglades under första världskriget. Järnet som titeln hänvisar till är en symbol för det sönderslitande vapen som introducerades i kriget, men också en symbol för hur första världskriget psykiskt påverkade många som levde under denna tid, hur kriget alltid skulle finnas kvar som en järnskärva i deras bröst.
Novellsamlingen består av novellerna:
- "Skärvorna"
- "Maurice Fleury"
- "Det röda skenet"
- "Leonard"
- "En broder söker sin broder"